# Mézel
Mézel – miejscowość i gmina we Francji, w regionie Prowansja-Alpy-Lazurowe Wybrzeże, w departamencie Alpy Górnej Prowansji.

## Demografia
Według danych na rok 1990 gminę zamieszkiwały 423 osoby, a gęstość zaludnienia wynosiła 20 osób/km². W styczniu 2015 r. Mézel zamieszkiwały 724 osoby, przy gęstości zaludnienia wynoszącej 34,2 osób/km².